# 神戸市立板宿小学校
神戸市立板宿小学校（こうべしりつ いたやどしょうがっこう）は、兵庫県神戸市須磨区菊池町1丁目にある公立小学校。

## 沿革
- 1961年（昭和36年）4月1日 - 神戸市立五位の池小学校を校区分離。

## 教育目標
- 心豊かに 学び合い たくましく生きる 板宿の子 自立できる子を育む学校

## 通学区域
- 神戸市長田区[1]
  - 庄山町1丁目(ただし3番を除く)・2～4丁目
  - 山下町4丁目
- 神戸市須磨区
  - 板宿
  - 板宿町1～2丁目・3丁目(ただし1番15～26号を除く)
  - 永楽町1～3丁目
  - 大手町7丁目(5番1～7号)
  - 川上町1～3丁目
  - 菊池町1～2丁目
  - 神撫町1～5丁目
  - 禅昌寺町1～2丁目
  - 飛松町1～5丁目
  - 平田町1丁目(2～6番)・2丁目(3番)・3丁目(4番)・4丁目(2番)・5丁目(山陽電鉄より北)
  - 宝田町1～3丁目
  - 前池町1～6丁目
  - 明神町1～5丁目
  - 妙法寺(アチ口・兀山(3～6番)・三ツ滝)
  - 養老町1～3丁目

## 進学先中学校
- 神戸市立高取台中学校 - 長田区
- 神戸市立飛松中学校 - 須磨区

## 校区内の主な施設
- 須磨学園中学校・高等学校
- 滝川中学校・高等学校

## 交通アクセス
- 神戸市営地下鉄西神・山手線、山陽電気鉄道本線板宿駅より徒歩5分。
- 神戸市バス 前池町バス停から172メートル[2]。

## 通学区域が隣接している学校
- 神戸市立東須磨小学校
- 神戸市立だいち小学校
- 神戸市立蓮池小学校
- 神戸市立五位の池小学校
- 神戸市立妙法寺小学校

## 有名な卒業生
- 樫野孝人 - 実業家、政治家、著作家、(株)CAP代表取締役、かもめ地域創生研究所理事